# تصميم الصوت
تصميم الصوت هو فن إنشاء مسارات صوتية بهدف تحقيق مجموعة متنوعة من الأهداف. تتضمّن عمليّة تصميم الصوت تحديد العناصر السمعيّة أو الحصول عليها أو إنشائها باستخدام تقنيات وأدوات إنتاج الصوت. ويتم توظيف فن التصميم الصوتي في مجموعة متنوعة من التخصّصات مثل صناعة الأفلام، والإنتاج التلفزيوني، وتطوير ألعاب الفيديو، والمسرح، وتسجيل الأصوات، وإعادة الإنتاج، وعروض الآداء المباشرة، وفن الصوت، وعمليّات ما بعد الإنتاج، والإذاعة، والإعلام، وتطوير الآلات الموسيقية. تشتمل عمليّة تصميم الصوت عادةً على أداء وتحرير الصوت الذي تم تكوينه أو تسجيله مسبقًا، مثل إضافة المؤثرات الصوتية، والحوار، ويمكن أن تتضمن أيضًا إنشاء الأصوات من البداية باستخدام أجهزة المزج. ويُعرف الشخص الذي يمارس مهنة تصميم الأصوات بمصمم الصوت.

## لمحة تاريخية

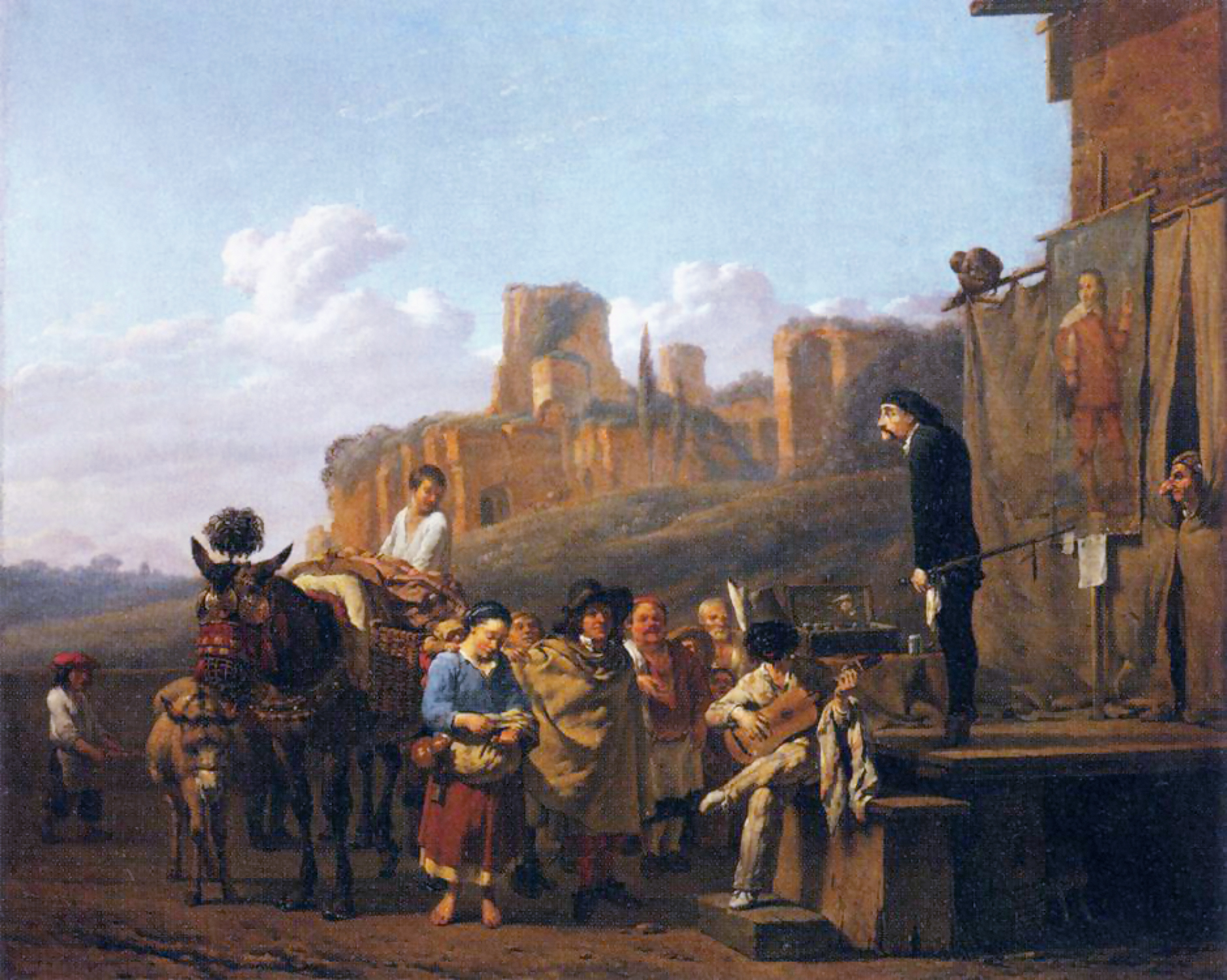
لوحة الكوميديا الارتجالية للفنان كاريل دوجاردان عام 1657

يعود استخدام الصوت في المسرحيات والرقصات إلى عصور ما قبل التاريخ، حيث استخدم لإثارة المشاعر، وعكس الحالة المزاجية، ثمّ استُخدم في العصور اللاحقة كجزء من الممارسات والطقوس الدينية بغرض الشفاء أو الترفيه. في حضارة اليابان القديمة، كانت العروض المسرحية المسماة (كاغورا) تُقام في أضرحة الشنتو، وتتضمّن شكلاً من أشكال الموسيقى والرقص.
كانت المسرحيات في العصور الوسطى عبارة عن عروض عُرفت باسم عروض الكوميديا المرتجلة، والتي كانت تستخدم الموسيقى والمؤثرات الصوتية لتحسين الأداء. تبع ذلك استخدام الموسيقى والصوت في المسرح الإليزابيثي، فكانت الموسيقى والمؤثرات الصوتية تُصنع خارج المسرح باستخدام أجهزة مثل الأجراس والصافرات والأبواق. وكانت توضع علامت في النص المسرحي المكتوب تشير إلى مواضع استخدام للموسيقى والمؤثرات الصوتية كي يتم تشغيلها في الوقت المناسب.
صمّم الملحن الإيطالي لويجي روسولو بعد ذلك أجهزة ميكانيكية لصنع الأصوات أطلق عليها اسم (إنتوناروموري)، وبدا استخدامها في العروض المسرحية والموسيقية حوالي عام 1913. كان الهدف من هذه الأجهزة هو محاكاة الأصوات الطبيعية، أو التي تصدر عن أشياء من صنع الإنسان مثل القطارات، والقنابل. وتُعتبر أطروحة روسولو بعنوان (فن الضوضاء) واحدة من أقدم الوثائق المكتوبة حول استخدام الضوضاء المجردة في المسرح. استخدمت الإنتوناروموري عقب وفاة روسولو في عروض مسرحية أكثر تقليدية لخلق مؤثرات صوتية واقعية.

### الأصوات المسجلة
يعود الفضل في أوّل استخدام للصوت المسجّل في المسرح إلى جهاز الفونوغراف. حدث ذلك لأوّل مرة على المسرح حين استخدم الفونوغراف لمحاكاة بكاء طفل على أحد مسارح لندن في عام 1890. وبعد ستة عشر عامًا من الاستخدام الأوّل، استخدم هربرت بيربوم تري التسجيلات في إنتاجه اللندني لمأساة ستيفن فيليبس نيرو. وقد كُتب عن هذا الحدث في مجلة المسرح عام 1906 مقالاً مرفقاً بصورتين تظهر أحداهما موسيقيًا ينفخ في بوق كبير متصل بمسجّل أقراص، بينما تُظهر الصورة الآخرى ممثّلاً يسجّل الصرخات المؤلمة وآهات الشهداء المعذبين، وذكرت المقالة أن جميع هذه الأصوات يتم إعادة تسجّل وتقدّم بشكل واقعي خلال العروض باستخدام الفونوغراف. ويقول الكاتب المسرحي الألماني برتولت بريخت أنّه كانت هناك مسرحية عن راسبوتين كتبها الأديب الروسي أليكسي تولستوي في عام 1927 وأخرجها إروين بيسكاتور تضمنت تسجيلًا لصوت الزعيم الروسي لينين.
لم يكن مصطلح مصمم الصوت مستخدمًا في ذلك الوقت، إلّا أنّ عدد من مديري المسارح كانوا يعملون كرجال للمؤثرات، حيث يقومون بإنشاء وتنفيذ المؤثرات الصوتية خارج المسرح باستخدام مزيج من المحاكاة الصوتية، والوسائل الميكانيكية والكهربائية، وتسجيلات الفونوغراف. كانت مثل هذه التأثيرات الصوتيّة الطبيعية والتجريدية على حد سواء تحظى بقدر كبير من الاهتمام آنذاك. على مدار القرن العشرين، بدأ استخدام المؤثرات الصوتية الحيّة يُستعاض عنه باستخدام المؤثرات الصوتية المسجّلة، وكان من واجب مدير المسرح توفير المؤثرات الصوتية، ثم يقوم فني كهربائي بتشغيل التسجيلات أثناء العروض.
كان تشارلي ريتشموند هو أول شخص تخصّص في مجال تصميم الصوت في معهد الولايات المتحدة الأمريكية لتقنيات المسرح، وقد أشرف في الفترة ما بين عامي 1980 و1988 على أعمال لجنة مختصة بتصميم الصوت لتحديد الواجبات والمسؤوليات والمعايير والإجراءات التي يمكن توقعها عادةً من مصمم صوت المسرح في أمريكا الشمالية، والتي تمّ من خلالها التوصل إلى استنتاجات جوهرية ذُكرت في الوثيقة التي على الرغم من قدم عُمرها نسبيّاً، إلا أنها تُعتبر سجلاً موجزًا لما كان متوقعًا من مصمم الصوت في ذلك الوقت. قدّم ديفيد غودمان تلك الوثيقة في ولاية فلوريدا بالولايات المتحدة الأمريكية عندما كان يعتزم تمثيل مصممي الصوت في تسعينيّات القرن العشرين.

## التطبيقات

### في المسرح
يعد تصميم الصوت، باعتباره تخصصًا متميزًا، أحد أندر التخصصّات في مجال الأعمال المسرحية، حيث يحتل المرتبة الثانية من حيث الندرة وقلة عدد المتخصصين فيه بعد استخدام الإسقاط وعروض الوسائط المتعددة الأخرى، على الرغم من أن أفكار وتقنيات تصميم الصوت كانت موجودة تقريبًا منذ بدايات المسرح. كان دان دوغان هو أول شخص يُطلق عليه اسم مصمم الصوت. استخدم دوغان ثلاثة طبقات من أشرطة الاستريو الموجهة لمكبرات الصوت في عشرة مناطاق على مسرح المعهد الأمريكي في سان فرانسيسكو خلال موسم عام 1968-1969.
مكنت تقنية الصوت الحديثة مصممي صوت المسرح من إنتاج تصميمات مرنة ومعقّدة وغير مكلفة يمكن دمجها بسهولة في الأداء الحي. أثرت السينما والتلفزيون على الكتابة المسرحية بحيث أصبحت المسرحيات تُكتب بشكل أكثر كثافة وبمشاهد أقصر، وهو أمر يصعب تحقيقه بالمشهد المرئي وحده، ولكن يسهل نقله بالصوت. أتاح تطوّر مجال تصميم الصوت السينمائي للكتاب والمخرجين توقعات ومعرفة أعلى بتصميم الصوت، الأمر الذي جعل تصميم صوت المسرح منتشراً على نطاق واسع، وأصبح مصممو الصوت البارعون يتعاونون عادةً تعاونًا طويل الأمد مع المخرجين.